# Попытка военного переворота в Азербайджане (1994)
Попытка военного переворота в Азербайджане (1994) (азерб. Azərbaycanda dövlət çevrilişinə cəhd) —  попытка государственного переворота в Азербайджане под руководством на тот момент премьер-министра Сурета Гусейнова.

## Предыстория
Полковник, командир 709-й войсковой части, полномочный представитель президента по Карабаху, Сурет Гусейнов впервые организовал мятеж в 1993 году, накануне визита президента Абульфаза Эльчибея в Соединенное Королевство 30 июня для подписания нефтяных контрактов. Второй раз Гусейнов организовал мятеж сразу после нефтяных контрактов, подписанных 20 сентября 1994 года под руководством Гейдара Алиева «Контракта века». В интервью газете The Washington Post в 1999 году Гейдар Алиев сказал, что восстание было организовано Россией, чтобы помешать нефтяным проектам Азербайджана.
После подписания Бишкекского протокола об окончании Первой карабахской войны в 1994 году разногласия между Гейдаром Алиевым и Суретом Гусейновым, а также братьями Джавадовыми по поводу прекращения войны, нефтяных контрактов и управления экономикой стали углубляться. Поскольку иностранные нефтяные компании, МВФ и Всемирный банк не инвестировали в страны с активными военными операциями, они хотели, чтобы соглашение о прекращении огня было подписано. В правительстве существовала оппозиция Гейдару Алиеву по поводу прекращения огня. Ведущими фигурами этой оппозиции были Шамси Гусейнов и Афияддин Джалилов. Одним из условий инвестирования МВФ была либерализация цен на энергоносители и основные продукты питания на внутреннем рынке. В августе 1994 года Сурет Гусейнов опубликовал в газете «Республика» альтернативный пакет экономической политики кабинета министров и выступил против либерализации цен. Протестуя против этого, Гейдар Алиев заявил тогда по телевидению: «Премьер-министр не должен выступать против президента». С тех пор напряжённость между президентом и премьер-министром усилилась.
После подписания контракта века в Азербайджане произошло несколько чрезвычайных ситуаций. В ночь с 21 на 22 сентября четверо обвиняемых в государственных преступлениях были похищены из следственного изолятора Министерства национальной безопасности. Вечером 29 сентября на пороге своего дома были убиты заместитель спикера Милли Меджлиса Афияддин Джалилов и начальник Особого управления при президенте Шамси Рагимов.

## Начало и подавление мятежа
Базирующиеся в Гяндже вооружённые формирования, созданного Суретом Гусейновым, 2 октября захватили исполнительную власть, правоохранительные органы и государственные объекты в Гяндже и попытались продолжить это в других регионах. Находившийся в то время в США Гейдар Алиев отменил свой визит и немедленно вернулся в Баку. Брат Ровшана Джавадова, Махир Джавадов и восемь подконтрольных ему вооружённых людей ворвались в административное здание республиканской прокуратуры. К нему также присоединились командир ОПОНа Эльчин Амирасланов и его вооружённая группа из пяти человек. Хотя генеральный прокурор был схвачен повстанцами, позже его отпустили. Главное требование Джавадова - отставка руководства страны.
Вскоре после начала восстания Гейдар Алиев обратился к народу. 4 октября в Баку было объявлено чрезвычайное положение. 4—5 октября тысячи людей собрались перед зданием президента, чтобы выразить поддержку правительству. Появление Ровшана Джавадова на митинге и его поддержка Гейдара Алиева отпугнули повстанцев. Группа Махира Джавадова направляется в штаб ОПОНа в 8-километровом поселке Баку (штаб групп, подчиненных его брату Ровшану Джавадову). После восстания Гейдар Алиев еще больше укрепил свои позиции в правительстве.
Сурет Гусейнов был отстранен от Милли Меджлиса 6 октября 1994 года, а 7 октября - с должности премьер-министра. Буквально через неделю парламент постановил возбудить против бывшего премьер-министра уголовное дело, согласиться на его арест и рекомендовать лишить его звания Национального героя Азербайджана. 30 октября Гусейнов был лишён звания «Национальный Герой Азербайджана». Вскоре он был задержан в России в 1997 году и доставлен в Азербайджан, а в феврале 1999 года был приговорен к пожизненному заключению. Сурет Гусейнов был помилован в марте 2004 года указом президента Ильхама Алиева.
После восстания начались аресты, и многие азербайджанские военные офицеры и генералы, в общей сложности более 800 человек, были арестованы по различным обвинениям.